# Unidad Nachson

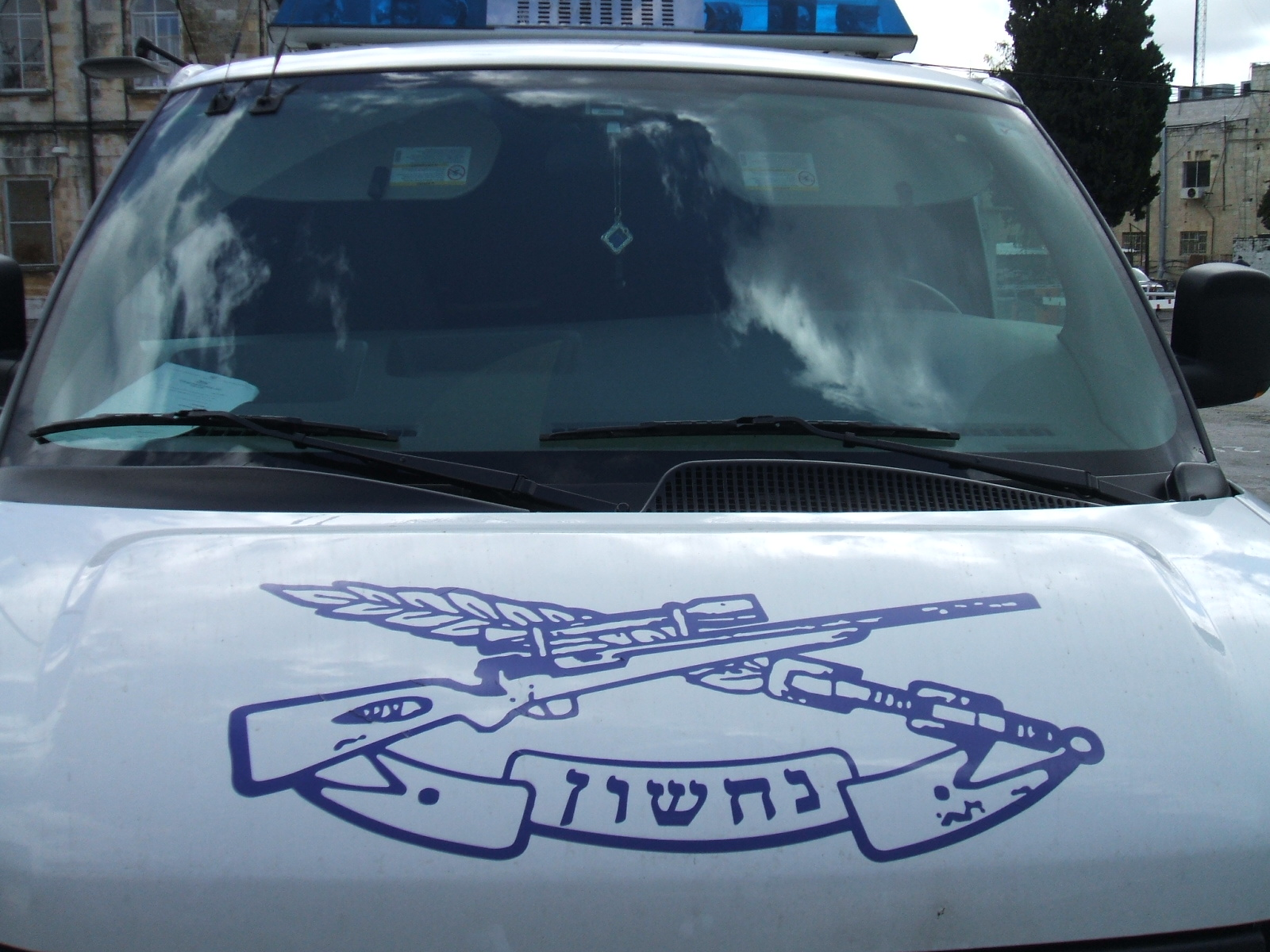
Vehículo de la unidad Nachson.

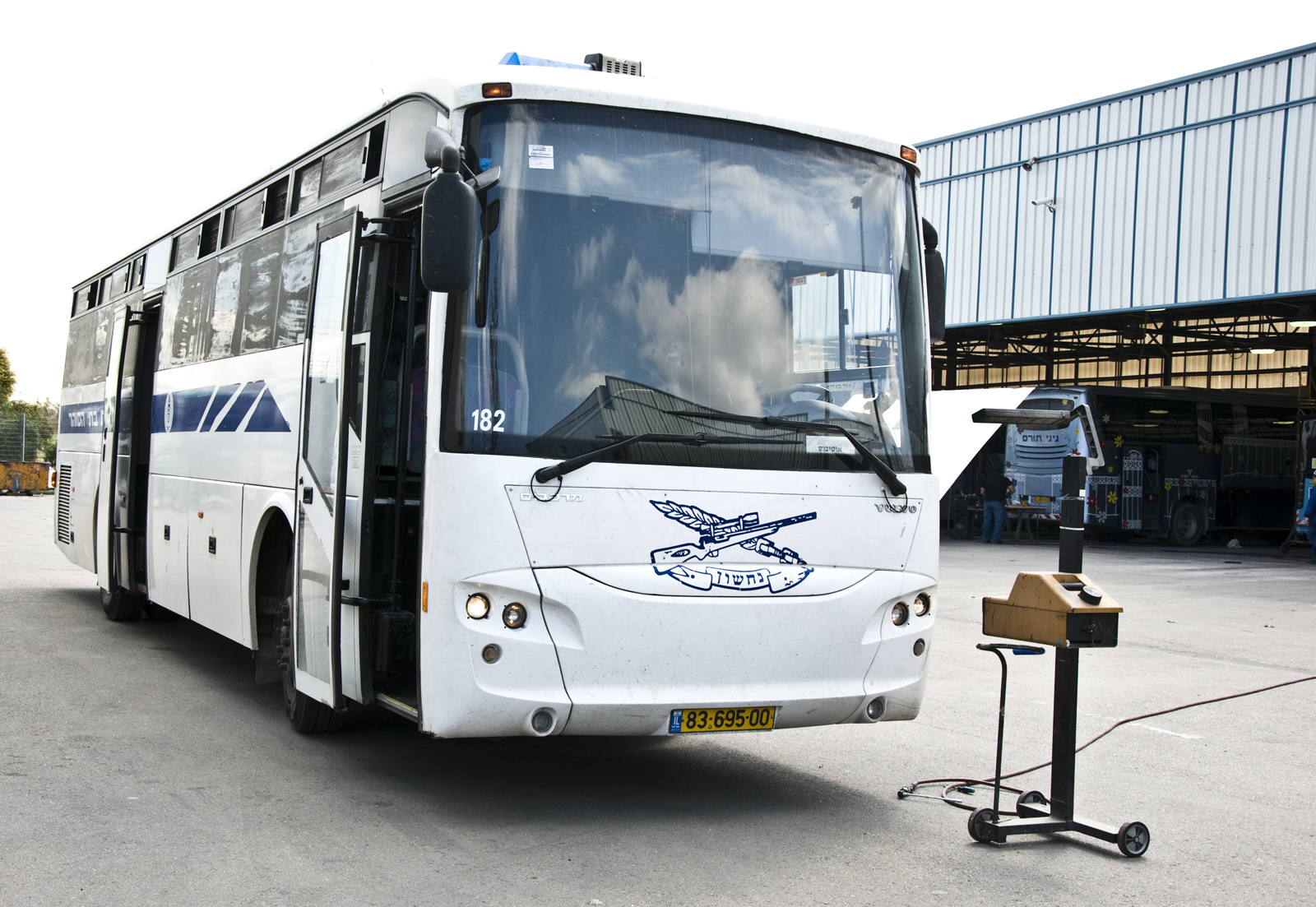
Autobús del Servicio de Prisiones.

La Unidad Nachson es el brazo operativo del servicio de prisiones israelí. La unidad fue establecida en 1973, y sirve como la unidad central para la observación de los prisioneros, las intervenciones operativas y la seguridad. Las tareas de la unidad incluyen, entre otros: escoltar a los prisioneros y los detenidos desde una instalación de encarcelamiento hasta otro lugar, e intervenir durante eventos irregulares que puedan tener lugar para establecer el orden y la seguridad. La unidad ayuda a conducir búsquedas amplias dentro de las cárceles para encontrar armas, drogas, información, notas, explosivos, teléfonos móviles, tarjetas SIM, y cualquier información sobre posibles atentados terroristas enemigos. La unidad también debe garantizar la seguridad de los miembros del personal del servicio de prisiones que han sido amenazados (ellos y sus familias) entrega prisioneros a países extranjeros como parte de los acuerdos internacionales de extradición de prisioneros, escolta a los detenidos hacia los tribunales y se encarga de mantener la seguridad de la sala del tribunal, e incluso escolta a presos peligrosos en sus visitas domésticas y cuando salen de la cárcel para recibir tratamiento médico. Los miembros de la unidad Nachshon escoltan alrededor de 1.800 prisioneros, criminales y terroristas diariamente en los vehículos de la unidad, esto da como resultado una cifra anual de 390.000 prisioneros. 
La unidad dispone de cientos de vehículos operacionales especialmente diseñados, desde autobuses hasta camiones pasando por motocicletas, todos ellos están adaptados para escoltar a los prisioneros. Los vehículos sirven como cárceles móviles, transportando a un sector violento y peligroso de la sociedad que es muy probable que intente escapar. Estos vehículos pueden funcionar tanto de día como de noche y pueden llegar a cualquier lugar del país. La unidad Nachshon se divide en 3 brigadas repartidas por todo el país (el norte, el centro y el sur), y que están bajo el mando del cuartel general de la unidad.